# Kolegialna (Płock)
Osiedle Kolegialna – jednostka pomocnicza gminy (osiedle) Płocka. Swoją nazwę zawdzięcza ulicy Kolegialnej.

## Komunikacja
ul. Kolegialna – dojazd autobusami linii: 0, 2, 4, 7, 160, 13, 15, 19, 20, 140, 22, 24, 33, N1, N2

## Ludność
| Rok     | 2000   | 2004   | 2005   |
| Ludność | 10 100 | 11 160 | 11 050 |